# Coppa Italia di Serie B2 2023-2024 (pallavolo)
La Coppa Italia di Serie B2 2023-2024 si è svolta dal 27 gennaio al 30 marzo 2024: al torneo hanno partecipato dieci squadre di club italiane e la vittoria finale è andata per la prima volta all'Alsenese.

## Formula
Le squadre partecipanti, prime classificate in ciascuno dei gironi del campionato di Serie B2 al termine del girone di andata, sono state divise in due gruppi di tre squadre e due gruppi di due squadre. Le squadre inserite in un gruppo composto da tre squadre hanno disputato un girone all'italiana con partite di sola andata, per un totale di tre giornate. Le squadre inserite in un gruppo da due squadre si sono incontrate con gare di andata e ritorno (in caso di parità di punti dopo le due partite è stato disputato un golden set). La prima classificata di ciascun gruppo ha acceduto alla fase finale strutturata con semifinali e finale in gara unica.

## Squadre partecipanti
| Squadra        | Qualificazione                                      |
| -------------- | --------------------------------------------------- |
| Alessandria    | 1ª nel girone di andata Serie B2 2023-24 (girone A) |
| Alsenese       | 1ª nel girone di andata Serie B2 2023-24 (girone E) |
| Flero          | 1ª nel girone di andata Serie B2 2023-24 (girone D) |
| Ius Arezzo     | 1ª nel girone di andata Serie B2 2023-24 (girone G) |
| Modica         | 1ª nel girone di andata Serie B2 2023-24 (girone L) |
| Novate         | 1ª nel girone di andata Serie B2 2023-24 (girone B) |
| Riccione       | 1ª nel girone di andata Serie B2 2023-24 (girone F) |
| Rio            | 1ª nel girone di andata Serie B2 2023-24 (girone C) |
| Star Bisceglie | 1ª nel girone di andata Serie B2 2023-24 (girone I) |
| Terracina      | 1ª nel girone di andata Serie B2 2023-24 (girone H) |

## Torneo

### Prima fase

#### Primo gruppo

##### Risultati
| 27 gennaio 2024 Palestra Comunale, Ponte San Nicolò Durata: - Spettatori: | Rio         | 1 - 3 | Novate      | 18-25, 17-25, 25-23, 23-25        |
| 31 gennaio 2024 PalaCima, Alessandria Durata: - Spettatori:               | Alessandria | 3 - 0 | Rio         | 25-21, 25-16, 25-16               |
| 3 febbraio 2024 Palestra Comunale, Novate Milanese Durata: - Spettatori:  | Novate      | 2 - 3 | Alessandria | 25-15, 20-25, 21-25, 25-18, 10-15 |

##### Classifica
| Pos. | Squadra     | Pt | G | V | P | SV | SP | Ratio | PF  | PS  | Ratio |
| ---- | ----------- | -- | - | - | - | -- | -- | ----- | --- | --- | ----- |
| 1.   | Alessandria | 5  | 2 | 2 | 0 | 6  | 2  | 3,000 | 173 | 154 | 1,123 |
| 2.   | Novate      | 4  | 2 | 1 | 1 | 5  | 4  | 1,250 | 199 | 181 | 1,099 |
| 3.   | Rio         | 0  | 2 | 0 | 2 | 1  | 6  | 0,167 | 136 | 173 | 0,786 |

      Qualificata alle semifinali.

#### Secondo gruppo

##### Risultati
| 27 gennaio 2024 Palazzetto dello Sport, Alseno Durata: - Spettatori:         | Alsenese | 3 - 0 | Riccione | 25-22, 25-23, 26-24              |
| 30 gennaio 2024 Palestra Comunale, Maclodio Durata: - Spettatori:            | Flero    | 2 - 3 | Alsenese | 21-25, 28-26, 25-13, 22-25, 9-15 |
| 3 febbraio 2024 Scuola Elementare Fontanelle, Riccione Durata: - Spettatori: | Riccione | 3 - 1 | Flero    | 23-25, 25-20, 25-21, 25-18       |

##### Classifica
| Pos. | Squadra  | Pt | G | V | P | SV | SP | Ratio | PF  | PS  | Ratio |
| ---- | -------- | -- | - | - | - | -- | -- | ----- | --- | --- | ----- |
| 1.   | Alsenese | 5  | 2 | 2 | 0 | 6  | 2  | 3,000 | 180 | 174 | 1,034 |
| 2.   | Riccione | 3  | 2 | 1 | 1 | 3  | 4  | 0,750 | 167 | 160 | 1,044 |
| 3.   | Flero    | 1  | 2 | 0 | 2 | 3  | 6  | 0,500 | 189 | 202 | 0,936 |

      Qualificata alle semifinali.

#### Terzo gruppo

##### Tabellone
|  | Prima fase |            |   |   |  |
|  |            |            |   |   |  |
|  | 1G         | Ius Arezzo | 0 | 1 |  |
|  | 1G         | Ius Arezzo | 0 | 1 |  |
|  | 1H         | Terracina  | 3 | 3 |  |

##### Risultati
| 27 gennaio 2024 PalaCarucci, Terracina Durata: - Spettatori:            | Terracina  | 3 - 0 | Ius Arezzo | 25-20, 25-17, 26-24        |
| 4 febbraio 2024 Palestro Palazzo del Pero, Arezzo Durata: - Spettatori: | Ius Arezzo | 1 - 3 | Terracina  | 25-14, 21-25, 24-26, 20-25 |

#### Quarto gruppo

##### Tabellone
|  | Prima fase |                |   |     |  |
|  |            |                |   |     |  |
|  | 1I         | Star Bisceglie | 0 | 315 |  |
|  | 1I         | Star Bisceglie | 0 | 315 |  |
|  | 1L         | Modica         | 3 | 013 |  |

##### Risultati
| 27 gennaio 2024 Palastra Struttura Geodetica, Modica Durata: - Spettatori: | Modica         | 3 - 0 | Star Bisceglie | 25-18, 25-23, 25-20                   |
| 3 febbraio 2024 Palazzetto dello Sport, Bisceglie Durata: - Spettatori:    | Star Bisceglie | 3 - 0 | Modica         | 25-16, 25-21, 25-22 Golden set: 15-13 |

### Fase finale

#### Tabellone
|  | Semifinali     | Semifinali |                |          | Finale | Finale |  |
|  |                |            |                |          |        |        |  |
|  | Terracina      | 1          |                |          |        |        |  |
|  | Terracina      | 1          |                |          |        |        |  |
|  | Alsenese       | 3          |                |          |        |        |  |
|  | Alsenese       | 3          |                | Alsenese | 3      |        |  |
|  |                |            |                | Alsenese | 3      |        |  |
|  |                |            | Star Bisceglie | 0        |        |        |  |
|  | Star Bisceglie | 3          | Star Bisceglie | 0        |        |        |  |
|  | Star Bisceglie | 3          |                |          |        |        |  |
|  | Alessandria    | 2          |                |          |        |        |  |

#### Risultati

##### Semifinali
| 29 marzo 2024 Palestra IIS Pertini-Montini-Cuoco, Campobasso Durata: 1h:51 - Spettatori: | Terracina      | 1 - 3 | Alsenese    | 25-23, 24-26, 19-25, 23-25        |
| 29 marzo 2024 Palestra IIS Pertini-Montini-Cuoco, Campobasso Durata: 2h:08 - Spettatori: | Star Bisceglie | 3 - 2 | Alessandria | 25-22, 16-25, 25-18, 15-25, 16-14 |

##### Finale
| 30 marzo 2024 PalaUnimol, Campobasso Durata: 1h:37 - Spettatori: | Alsenese | 3 - 0 | Star Bisceglie | 25-20, 26-24, 25-21 |

## Premi individuali
| Premio                 | Nome              | Squadra        |
| ---------------------- | ----------------- | -------------- |
| MVP                    | Chiara Falotico   | Alsenese       |
| Miglior palleggiatrice | Giulia Neri       | Alsenese       |
| Miglior attaccante     | Valentina Civardi | Star Bisceglie |
| Miglior centrale       | Valentina Soriani | Alessandria    |
| Miglior libero         | Allegra Toffanin  | Alsenese       |